# God has failed - Live and personal
God has failed - Live and personal is een livealbum van RPWL.
RPWL wilde in 2020 een serie optredens verzorgen om te vieren dat hun debuut God has failed twintig jaar eerder werd uitgegeven. De coronapandemie gooide roet in het eten. In plaats van een serie optredens werd het een concert zonder publiek in de Luitpoldhalle in Freising, thuisbasis van de band. Op 14 en 15 november 2020 stond de band in een cirkel om het album in zijn geheel opnieuw te spelen. RPWL had met vorige bandnaam Violet District afscheid willen nemen van de muziek van Pink Floyd (het was een tributeband), maar dat kon niet voorkomen dat de muziek veel overeenkomsten vertoonde met de muziek van die band.
IO Pages 171 (juni 2021) vond de uitgave op cd in wezen overbodig, want het geluid verschilt nauwelijks ten opzichte van dat debuutalbum. De DVD-versie laat naast het horen van de muzikale interactie ook de persoonlijk interactie zien; bovendien stelde het al vast dat een livealbum opgenomen in een hal zonder publiek in de toekomst wel eens een unicum zou kunnen blijken. 

## Musici
- Yogi lang – zang, toetsinstrumenten
- Kalle Wallner – gitaren, tweede zangstem
- Markus Jelle – toetsinstrumenten
- Marc Thuriaux – drumstel

Met
- Frank Thumbach – basgitaar
- Bine Heller – zang
- Caroline van Brünken - zang

## Muziek
| Nr. | Titel                                  | Duur |
| --- | -------------------------------------- | ---- |
| 1.  | Hole in the sky (part 1: Fly)          | 5:17 |
| 2.  | Hole in the sky (part 2: Crawl to you) | 3:04 |
| 3.  | Who do we think we are                 | 4:16 |
| 4.  | Wait five year                         | 2:59 |
| 5.  | What I need (part 1: Leaving)          | 1:37 |
| 6.  | What I need (part 2: What I need)      | 5:41 |
| 7.  | In your dreams                         | 8:33 |
| 8.  | It’s alright                           | 7:00 |
| 9.  | Crazy lane                             | 4:04 |
| 10. | Fool                                   | 5:33 |
| 11. | Hole in the sky (part 3: The promise)  | 3:04 |
| 12. | Spring freedom                         | 5:40 |
| 13. | Farewell                               | 5:53 |
| 14. | God has failed                         | 3:26 |